# 第9小提琴奏鸣曲 (贝多芬)
第9號小提琴奏鸣曲，作品47，别称《克鲁采奏鸣曲》（法語：Sonate à Kreutzer），是路德维希·范·贝多芬于1802年至1803年间创作的小提琴奏鸣曲，发表于1805年。贝多芬并未给这部作品定调（参见右边的封面图），但它通常被称为A大调第9小提琴奏鸣曲。
克鲁采奏鸣曲以其所需高超的小提琴演奏技巧、多變的情緒而闻名。作品中所蕴涵的感情丰富，第一乐章所表达的是熱烈狂放，而第二乐章是內斂沉思的，第三乐章则表现出欢乐蓬勃的气氛。

## 背景

### 创作过程
克鲁采奏鸣曲是贝多芬的中期作品，在写作此曲的同时，他还在创作英雄交响曲。这部作品原本是要献给乔治·布里治陶尔的。1803年5月24日，这位小提琴家在奥加唐剧院（Augarten Theatre）首次演奏了这支曲子。布里治陶尔在演出前从来没有看过此曲的乐谱，更没有进行过彩排，但他与贝多芬的即兴合作却获得了成功。 因为两人愉快的合作，贝多芬准备将此曲献给布里治陶尔。然而，贝多芬与布里治陶尔在此后却与同一位女士陷入感情纠葛并产生矛盾。愤怒的贝多芬去掉了最初的题献辞，改为献给当时有名的小提琴家鲁道夫·克鲁采。尽管如此，克鲁采却认为这部作品难以理解，而从来没有演奏过它。事实上，克鲁采与贝多芬仅有一面之缘，而且他并不关心贝多芬的任何作品。。

### 首演
1803年，維也納奧加爾騰（Augarten）大廳。

## 分析
这部作品由三个乐章构成：
1. 稍慢的慢板-急板
2. 行板与变奏
3. 急板

演奏这部作品大约需要30-40分钟。
第一乐章以一个18小节的缓慢引子开始，其中最初的四个小节是A大调的小提琴独奏。接着钢琴进入，在a小调上奏出阴沉的和声。然后乐曲转入愤怒的急板，标志着这一乐章主题的开始。而之后E大调上的第二主题则表现出些许不安的情绪。在以悲楚的尾声结束之前，开始的慢板旋律会复现一次。该乐章长约10分半-15分钟。
第二乐章充满了变化，由一个F大调上的平静主题与五个迥异的变奏组成。第一个变奏将主题变化为生动的三拍旋律，并以颤音点缀其中。第二变奏中小提琴作为主导奏出更加生动的旋律。而第三变奏则转到小调上，表现出低沉平静的感情。第四变奏则呼应了第一二变奏轻快生动的感情。最后一个变奏则重回F大调，以舒缓的节奏表现出更丰富的情感。之后这一平静的氛围被钢琴在A大调上的和弦打断，为迎接生动活泼的第三乐章做好准备。该乐章长约13分-16分半钟。
第三乐章是以回旋曲形式表现的八六拍塔朗泰拉舞曲。这原本是在1802年为《A大调第6小提琴奏鸣曲》而作的，但在1803年《第9小提琴奏鸣曲》首演时被贝多芬拿来作为终章。该乐章长约6分半-9分半钟。

## 評價
- 鋼琴家阿尔弗雷德·科尔托：「凡欲做大事的人，每日俱應聽此曲。若欲自小孕育英雄思想，此曲便是最適合的搖籃。」[8]

## 錄音推薦
- Kempff, Wilhelm. Schneiderhan, Wolfgang.  (CD). The Originals. Deutsche Grammophon. Barcode 028946360521.（德文）（英文）

## 衍生作品

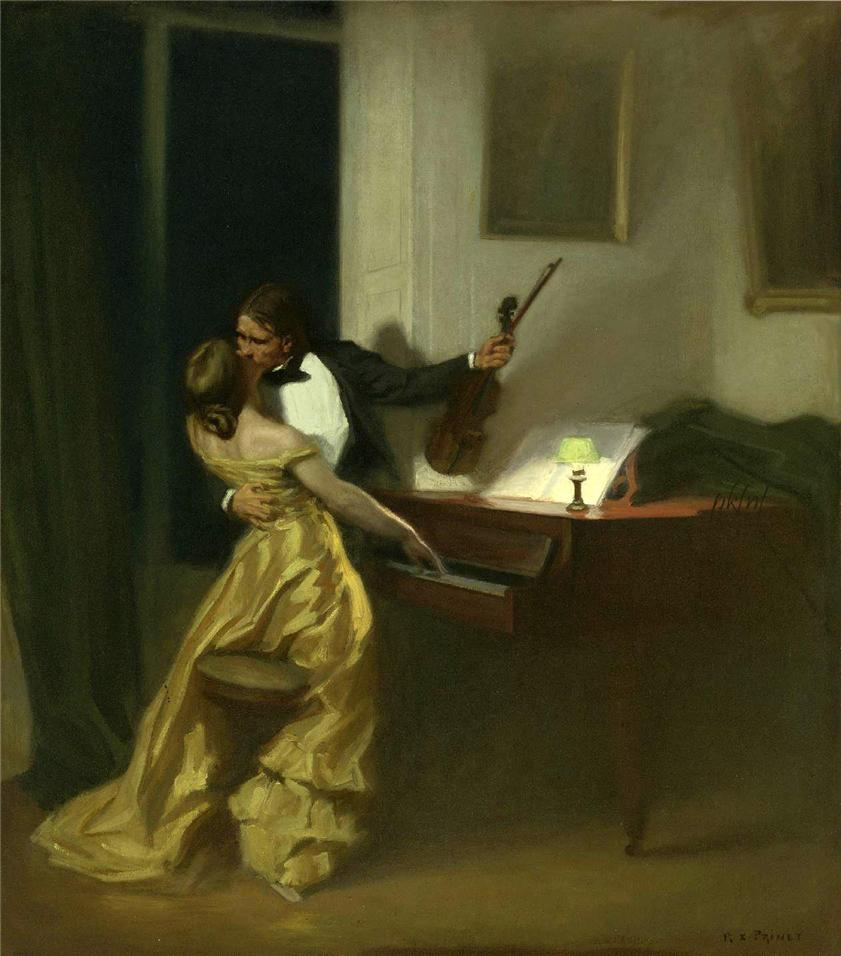
基于托尔斯泰的小说《克鲁采奏鸣曲》的画作

- 貝多芬 - 一個大提琴五重奏的改編可能出自本人之手
- 徹爾尼 - 改編作大提琴及鋼琴
- 柴可夫斯基 - 第一樂章的管弦樂改編
- 戈多夫斯基 - 改編作鋼琴獨奏
- 塔雷加 - 第二樂章的吉他改編

## 影响與其他
- 列夫·托尔斯泰在1889年发表的同名小说《克鲁采奏鸣曲》，灵感即来源于此曲。
  - 雅各布·米哈伊洛维奇·戈尔金（英语：Jacob Mikhailovich Gordin）在1902年创作的剧本源于上述小说，也以此为名。
  - 莱奥什·雅纳切克在1923年发表的《第一弦乐四重奏》，灵感也来源于该小说，并注明于副标题。
- 丽达-多维（英语：Rita Dove）基于历史材料想像此曲原题献者布里治陶尔，创作及出版了一部诗集《穆拉提克奏鸣曲》（Sonata Mulattica）。